# Гал Фрідман
Гал Фрідман (івр. גל פרידמן; нар. 16 вересня 1975, Пардес-Хана-Каркур, Ізраїль) — ізраїльський яхтсмен-віндсерфер, перший олімпійський чемпіон в історії Ізраїлю.

## Біографія
Почав займатися вітрильним спортом в 7 років, а в 11 вже брав участь в змаганнях.
На Олімпіаді 1996 року в Атланті 20-річний Галь виграв бронзу на вітрильній дошці (клас «Містраль»), поступившись греку Нікосу Какламанакісу і аргентинцеві Карлосу Еспінолі. Для Ізраїлю ця бронза стала єдиною медаллю, завойованою на Олімпіаді в Атланті. За підсумками 1996 року Фрідман був визнаний кращим спортсменом року в Ізраїлі.
Через 8 років на Іграх в Афінах Фрідман перед останньою 11-й гонкою в тому ж класі «Містраль» йшов на другому місці, поступаючись бразильцеві Рікардо «Бімба» Сантосу. Однак Сантос грубо помилився в останній гонці і зайняв в ній лише 17-е місце, тоді як Фрідман прийшов другим і за сумою 11 гонок виграв олімпійське золото, випередивши Какламанакіса і британця Ніка Демпсі. Сантос же залишився на 4-му місці. Фрідман став першим олімпійським чемпіоном від Ізраїлю і першим ізраїльтянином, який виграв 2 олімпійські нагороди. Спеціально для присутності на церемонії нагородження Фрідмана в Афіни вилетіла міністр освіти, культури і спорту Ізраїлю Лімор Лівнат. Свою перемогу Гал присвятив пам'яті 11 ізраїльських спортсменів, убитих під час терористичної атаки на Олімпіаді 1972 року в Мюнхені.
Під час підготовки до Олімпійських ігор 2008 року Фрідман виявив, що йому важко дається перехід на нову модель дошки RS: X, що прийшла на зміну Містраль. В результаті Фрідман не зміг пройти відбір на Олімпійські ігри, а замість нього в віндсерфінгу від Ізраїлю виступив 21-річний Шахар Зубарі і виграв бронзу.
Згодом Фрідман переключився на тренерську роботу, зокрема він допомагав у підготовці Німроду Машіаху, що виграв срібло на чемпіонаті світу 2009 року.
Крім олімпійських успіхів Фрідмана можна відзначити його перемогу на чемпіонаті світу в класі «Містраль» у 2002 році, а також 3 нагороди чемпіонатів Європи (1995, 1997 і 2002) в цьому ж класі.
В 2005 році виграв золото на чемпіонаті Ізраїлю з велоспорту.
У 2005 році Галь Фрідман був включений до Міжнародного єврейського спортивного залу слави.

## Цікаві факти
- «Гал» на івриті означає хвиля.